# بيفي إيه نيفولي
إن بيفي ا نيفولي بلدة من البلدات التي يُطلق عليها كومونا في إيطاليا والتي تعني "بلدية"، تقع بلدية بيفي ا نيفولي في مقاطعة بيستويا في منطقة توسكاني في إيطاليا، وتقع على مسافة حوالي 35 كيلومتر (22 ميل) غرب فلورنس، وحوالي 11 كيلومتر (7 أميال ) جنوب غرب بيستويا.
يحُد بيفي ا نيفولي كل من البلديات التالية: مونسومانو تيرمي ، ومونتيكاتيني تيرمي ، وبونت بوجيانيز ، وسيرافالا بيستويسي.

## روابط خارجية
- الموقع الرسمي